# Arceuthobium cubense
Arceuthobium cubense là một loài thực vật có hoa trong họ Santalaceae. Loài này được Leiva & Bisse mô tả khoa học đầu tiên năm 1983.